# Liste von Militärs/O

## Ob
- O’Bannon, Presley (1776–1850), Offizier des US Marine Corps; berühmt für seine Taten während des Amerikanisch-Tripolitanischen Krieges; ihm wurde als Anerkennung ein Mamelukkenschwert überreicht und seitdem trägt jeder amerikanische Marineinfanterieoffizier eines
- Obernitz, Hugo von (1819–1901), preußischer General; Generaladjutant Kaiser Wilhelms I.
- Obilić, Miloš, († 1389), serbischer Ritter und Held
- Obregón, Álvaro (1880–1928), mexikanischer General, 1920–1924 Präsident von Mexiko
- Obrenović, Miloš, (1783–1860) Anführer des Zweiten serbischen Aufstandes gegen die Osmanen (1815)

## Od
- Odierno, Raymond T. (1954–2021), US-amerikanischer General
- O’Donnell, Karl, Graf von Tyrconnel, (1715–1771), österreichischer General im Siebenjährigen Krieg
- O’Donnell, Maximilian Karl Lamoral, Graf von Tyrconnel, (1812–1895), österreichischer Feldmarschallleutnant
- O’Donnell, Joseph Heinrich, Graf von Abispal, (1769–1834), spanischer General im Kampf gegen Napoleon; Generalkapitän von Andalusien; Gouverneur von Cadiz
- O’Donnell, Leopoldo, Graf von Lucena, Herzog von Tetuan, (1809–1867); spanischer General und Staatsmann
- O’Donojú, Juan (1762–1821), spanischer Generalleutnant und der letzte Vizekönig von Neuspanien
- Odumegwu, Chukwuemeka (1933–2011), nigerianischer Offizier und Politiker

## Oe
- Oehrn, Victor (1907–1997), deutscher Marineoffizier im Zweiten Weltkrieg

## Og
- Ogilvy, Georg Benedikt Freiherr von (1651–1710), kursächsischer Generalfeldmarschall
- Ogle, Chaloner (1681–1750), britischer Admiral; erfolgreich im Kampf gegen die Piraten

## Oh
- O’Higgins, Bernardo (1778–1842), Führer der chilenischen Armee im Unabhängigkeitskampf; Chiles erstes Staatsoberhaupt

## Ol
- Olbricht, Friedrich (1888–1944), deutscher General und Widerstandskämpfer des 20. Juli; standrechtlich erschossen
- Oldendorf, Jesse B. (1887–1974), US-amerikanischer Admiral im Pazifikkrieg; bekannt für seinen Sieg in der See- und Luftschlacht im Golf von Leyte
- Olfermann, Johann Elias (1776–1822), braunschweigischer Generalmajor; Teilnehmer an den Befreiungskriegen
- Ollech, Karl Rudolf von (1811–1884), preußischer General; kriegsgeschichtlicher Schriftsteller
- Olshausen, Klaus (* 1945), deutscher Generalleutnant der Bundeswehr; Präsident der Clausewitz-Gesellschaft
- Olson, Eric T. (* 1952), US-amerikanischer Admiral; stellvertretender Kommandeur des US Special Operations Command

## Om
- Omar Pascha (1806–1871), türkischer General

## On
- Ondarza, Henning von (* 1933), deutscher General der Bundeswehr; Inspekteur des Heeres

## Op
- Aleš Opata (* 1964), tschechischer Offizier
- Oppeln-Bronikowski, Hermann von (1899–1966), deutscher Olympiasieger im Dressurreiten (1936); Generalmajor und Kommandeur im Zweiten Weltkrieg
- Oppeln-Bronikowski, Johann von (1679–1765), preußischer Generalmajor, Ritter des Ordens Pour le Mérite
- Oppeln-Bronikowski, Karl Ludwig von (1766–1842), Mitglied der Militär-Reorganisations-Kommission; Kommandant der Festung Erfurt

## Or
- Oranien, Friedrich Heinrich von (1584–1647), 1625–1647 Statthalter der Niederlande, Feldherr („Städtebezwinger“)
- Oranien, Moritz von, Graf von Nassau-Dillenburg, (1567–1625), Generalkapitän der Land- und Seestreitkräfte der Vereinigten Niederlande
- Oranien, Wilhelm I. von, Graf von Nassau-Dillenburg, (1533–1584), Feldherr, Führer im niederländischen Unabhängigkeitskampf
- Oranien, Wilhelm III. von (1650–1702), Feldherr, Statthalter der Niederlande, König von England, Schottland und Irland
- Ordener, Michel (1755–1811), napoleonischer General
- Orléans, Philipp II., Herzog von (1674–1723), Regent von Frankreich
- Orlow, Alexei Grigorjewitsch (1737–1808), russischer General und Admiral; Mörder Zar Peters III.
- Orlow, Grigori Grigorjewitsch (1734–1783), russischer General und Liebhaber Katharinas der Großen
- Orlow, Alexei Fjodorowitsch (1786–1861), russischer General und Staatsmann
- Orlow, Nikolai Alexejewitsch (1820–1885), russischer Offizier und Diplomat
- Ornano, Alphonse de (1548–1610), französischer Heerführer korsischer Abstammung; 1595 Marschall von Frankreich
- Ornano, Philippe-Antoine de (1784–1863), französischer General; Marschall von Frankreich

## Os
- Osman Digna (1836–1926), General in der Armee des Mahdi im Sudan
- Osman Nuri Pascha, der „Löwe von Plewna“, (1837–1900), türkischer General im Russisch-Türkischen Krieg; 1878 Kriegsminister
- Osten-Sacken, Dmitri Jerofejewitsch (1790/1793–1881), russischer General der Kavallerie
- Osten-Sacken, Fabian Gottlieb von der (1752–1837), russischer Feldmarschall
- Oster, Hans (1887–1945), deutscher Generalmajor; Stabschef der Militärischen Abwehr und Widerstandskämpfer; hingerichtet
- Ostermann-Tolstoi, Alexander Iwanowitsch (1790–1857), russischer General
- Österreich, Erzherzog Albrecht von (1817–1895), österreichischer Feldmarschall; Generalgouverneur und Kommandierender General in Ungarn; Generalinspekteur der Armee
- Österreich, Erzherzog Eugen von (1863–1954), Hochmeister des Deutschen Ordens; Feldmarschall; Kommandant der Süd-Westfront im Ersten Weltkrieg
- Österreich, Kardinalinfant Ferdinand von (1609–1641), Kardinal und Feldherr im Dreißigjährigen Krieg
- Österreich, Erzherzog Karl von, Herzog von Teschen, (1771–1847), österreichischer Feldherr; Präsident des Hofkriegsrates; Heeresreformer
- Österreich, Karl Albrecht von (1888–1951), österreichischer (k. u. k.) Oberst und polnischer General und Gutsbesitzer.
- Österreich, Erzherzog Leopold Wilhelm von (1614–1662), Feldherr und Statthalter der spanischen Niederlande
- Österreich, Erzherzog Wilhelm von (1827–1894), österreichischer Feldzeugmeister
- Österreich, Erzherzog Rainer von (1827–1913), altösterreichischer General
- Österreich-Este, Erzherzog Ferdinand Karl von (1781–1850), Feldmarschall und Generalgouverneur von Galizien und Siebenbürgen
- Österreich-Este, Erzherzog Maximilian Joseph von (1782–1863), österreichischer Fachmann für Artillerie und Festungswesen; Hochmeister des Deutschen Ordens

## Ot
- Ott von Bátorkéz, Karl Freiherr (1738–1809), österreichischer Feldmarschallleutnant
- Otter, Fredrik Wilhelm von (1833–1910), schwedischer Admiral; Leiter der schwedischen Seezeichenverwaltung; Ministerpräsident
- Otto, Wolfgang (1947–2025), Generalleutnant der Bundeswehr; Befehlshaber des Heeresführungskommandos

## Ou
- Oudinot, Nicolas-Charles, duc de Reggio, (1767–1847), napoleonischer General; Marschall von Frankreich
- Oudinot, Nicolas-Charles-Victor, 2. Herzog von Reggio, (1791–1863), französischer General; Sohn des Vorigen
- Outram, James (1803–1863), britischer General in Indien

## Oz
- Ozawa, Jisaburō (1886–1966), japanischer Admiral; letzter Oberbefehlshaber der Imperialen Japanischen Marine im Zweiten Weltkrieg